# ووزنسنوفکا (شهرستان ایوانوفسکی، استان آمور)
ووزنسنوفکا (به لاتین: Voznesenovka) یک منطقهٔ مسکونی در روسیه است که در استان آمور واقع شده‌است.